# Buda ostroma (1598)
Buda 1598-as ostromára a tizenöt éves háború idején került sor. 1598 tavaszán Adolf von Schwarzenberg császári tábornok és Pálffy Miklós gróf, a Dunáninneni kerület főkapitánya gyors rajtaütéssel  visszafoglalta Győrt, Tatát és több dunántúli várat a töröktől. Esély nyílt Buda visszavételére. A német birodalmi csapatok azonban csak szeptemberben érkeztek a váci gyülekezőhelyre. Buda ostromát október elején a Víziváros és a (mai) Krisztinaváros felől sikeres rohamokkal indították, lerontották a török hajóhidat Buda és Pest között, naszádosaik sikeresen elpusztították a Buda alatt álló török hadiflottát. A tüzérség több rést ütött a várfalakon, de a rossz időjárás beállta miatt az ostrom elakadt. Mátyás főherceg, az erélytelen fővezér október végén leállította az ostromot, és november 2-án elvonult seregeivel. A Buda elleni hadművelet egyetlen eredménye az Erdélyt támadó török fősereg erőinek megosztása, az ostromlott Várad tehermentesítése lett.

## Előzmények

### A tizenöt éves háború
1564-ben elhunyt Habsburg Ferdinánd osztrák főherceg, német-római császár és magyar király. Két évvel később, 1566-ban Szigetvár ostrománál elhunyt Ferdinánd régi ellenfele, I. Szulejmán oszmán szultán is. Utódaik, II. Miksa császár és II. Szelim szultán felismerték, hogy egyelőre egyikük sem tud döntő csapást mérni a másikra. 1568-ban a két birodalom Drinápolyban 8 évre szóló békeszerződést kötött. A status quo alapján felosztották a Magyar Királyságot, mindkét fél megtarthatta addigi hódításait. Lezárult a magyarországi várháborúk korszaka. A békekötést követő évtizedekben mindkét fél az adott helyzet fenntartására törekedett. 1593-ban azonban Szinán pasa, oszmán nagyvezír ostrommal bevette Sziszek várát, és kirobbant a pusztító tizenöt éves háború (1593-1606).
1593-ban a császáriak elfoglalták Füleket és több kisebb északi várat (Kékkőt, Divényt, Hollókőt, Bujákot, Hajnácskőt és Somoskőt), de Győr török kézre jutott. 1595-ben a Karl von Mansfeld tábornok vezette császári hadsereg a komáromi bázisra támaszkodva elfoglalta Esztergomot. Pálffy Miklós és Adolf von Schwarzenberg csapatai sikeres portyákon egészen Buda falaiig jutottak. 1542 óta először reális esély nyílt Budavár visszavételére. Mansfeld gróf azonban meghalt, Rudolf császár öccse, Mátyás főherceg lett az új fővezér, és ő elmulasztotta kihasználni az esztergomi győzelmet. A császári sereg simán elfoglalta Visegrádot és Vácot, a törökök már Buda védelmére készülve kiürítették Zsámbékot és Pilisvörösvárt, Mátyás főherceg azonban Vác alól visszafordította seregét, félve egy összecsapástól. Ezután Mátyás főherceg öccse, Miksa főherceg lett a fővezér, de ő is messze elkerülte Budát.
1596-ban Rudolf császár ismét Miksa főhercegre bízta a magyarországi fővezérséget. Pálffy és Schwarzenberg visszafoglalták Vácot és Pestig portyáztak. A császári sereg azonban ismét távol tartotta magát Budától, és csak Hatvant foglalta el (később azt is feladta). A császári hadvezetés dilettantizmusát látva III. Mehmed szultán hadserege 1596. október 13-án elfoglalta a stratégiai fontosságú egri várat.
1597-ben a Haditanács Prágában tartott ülésén Pálffy és Nádasdy hiába sürgették a budai vár elleni hadjáratot, a császári hadvezetés csak Pápa és Tata ostromát engedélyezte. Májusban Tatát, augusztusban Pápát is bevették, de Tatát Szaturdzsi Mehmed pasa, másod-nagyvezír serege már októberben visszafoglalta. A tizenöt éves háború harcainak jelentős része a török által megszállt Buda védelmi övezetében zajlott.

### Az 1598-as hadjárat előkészítése
Az 1598-as évi hadjáratra készülve Rudolf császár, mint magyar király január 25-re összehívta az országgyűlést Pozsonyba, itt a magyar rendek komoly támogatást szavaztak meg a hadi költségekre. Minden ház után 100–100 dénárt, és még 50-50 dénárt a házhely földesurának magánvagyonából is. A megyék a pénzt jól felfegyverzett lovasság kiállítására szavazták meg. Minden jobbágyot 6 napi robotra köteleztek a végvárak erődítési, javítási munkáin.
A császári hadjárat céljaként az Udvari Haditanács Győr visszafoglalását jelölte meg, Schwarzenberg Adolf tábornagy és Pálffy Miklós gróf, Dunán inneni főkapitány több éve hangoztatott, nyomatékos javaslatára. Schwarzenberg azonnal elindította a titkos hadmérnöki előkészületeket. Bécsben petárdákat, bombákat, mozsarágyúkat, kötélhágcsókat, hajóhíd-elemeket gyártatott, ezeket március 20-án hajókon a komáromi hadi bázisra küldte. Itt március 26-án megkezdték a hídépítést. Schwarzenberg gyorsan és feltűnés nélkül Komáromba összpontosította Pálffy Miklós esztergomi dandárát, Don Lopez spanyol kapitány csapatait, 10 vallon, 3 magyar és 4 német gyalogos századot, 11 különböző nemzetiségű lovas századot, és 1000 magyar huszárt. Schwarzenberg összesen mintegy 5150 katonát tartott indulásra készen. A hadművelet célját egyelőre titokban tartotta.

Mátyás főherceg
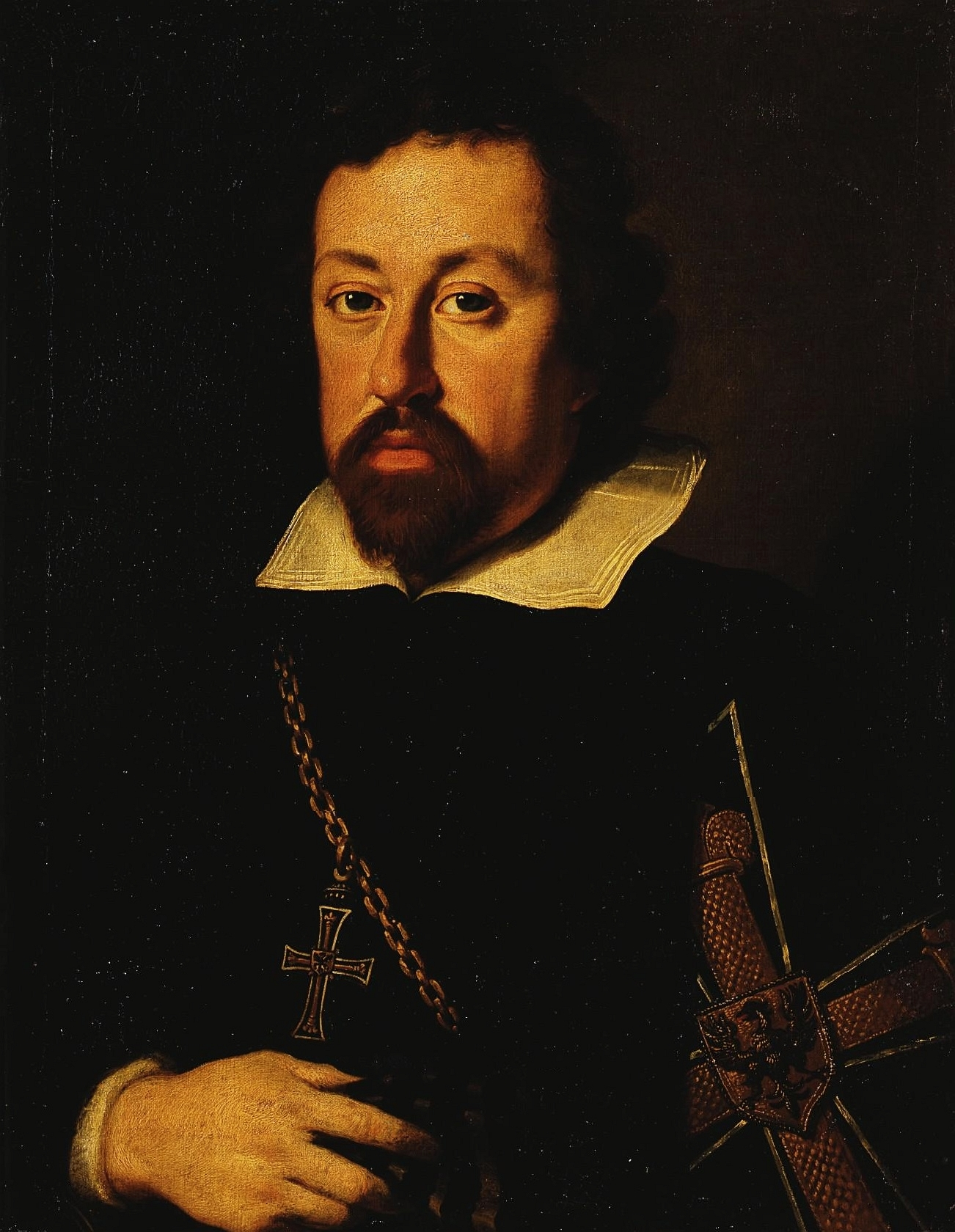
Miksa főherceg
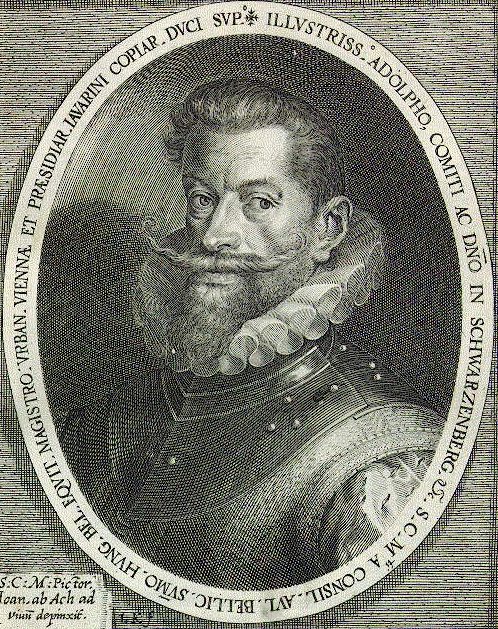
Adolf von Schwarzenberg
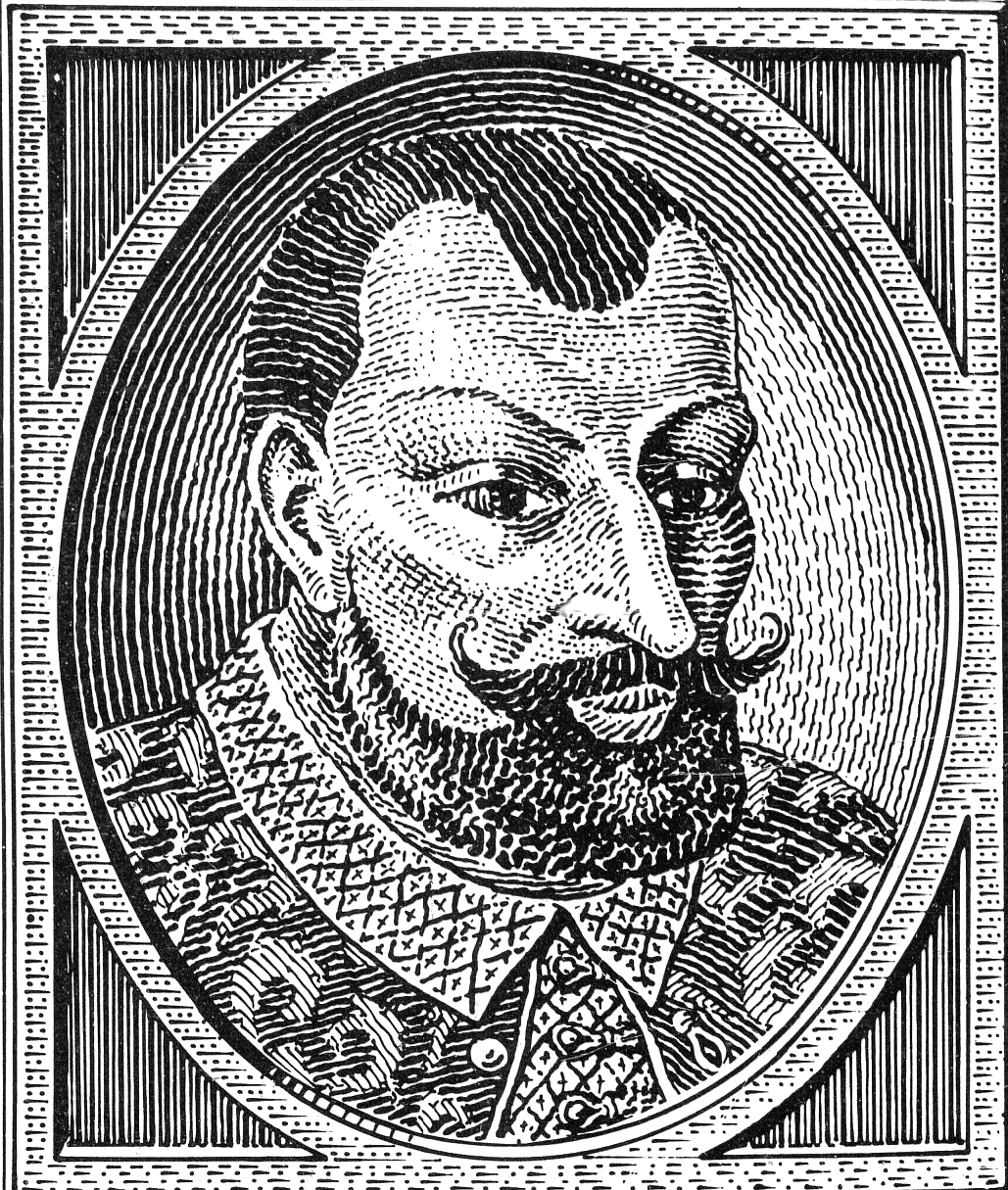
Nádasdy Ferenc gróf
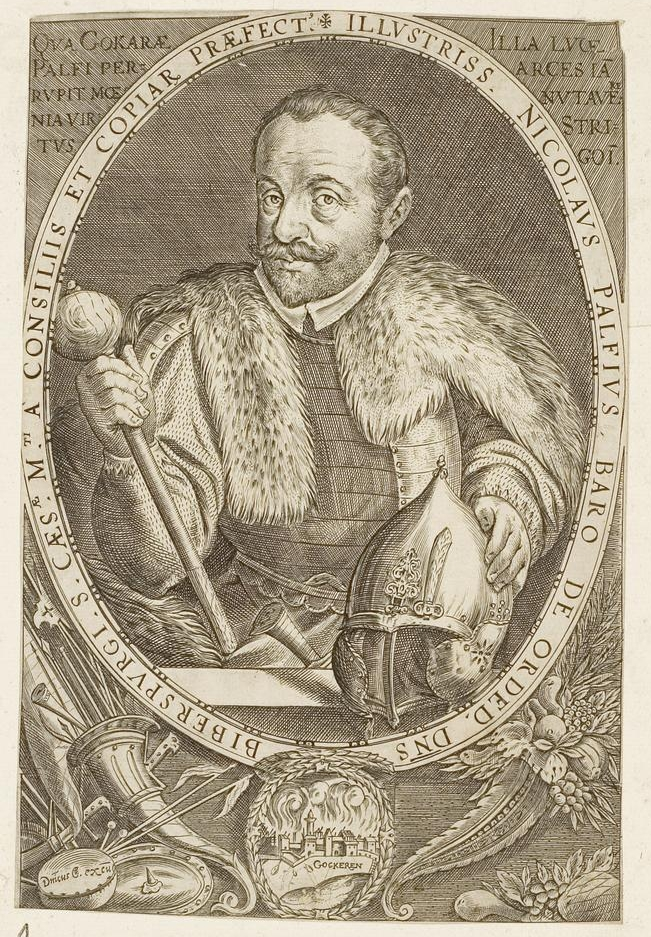
Pálffy Miklós gróf

### Hadjárat az Észak-Dunántúlon

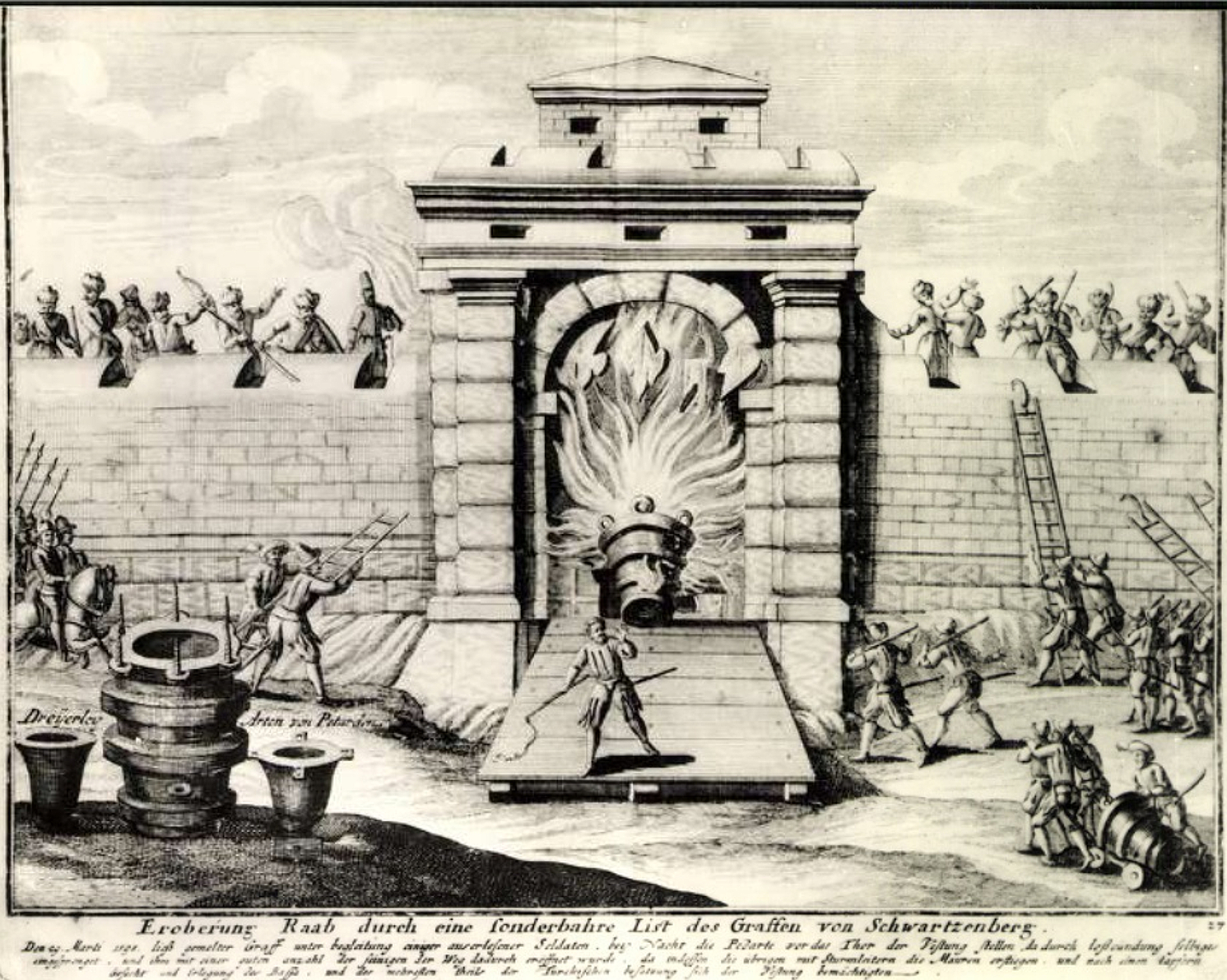
A győri várkapu berobbantása

Schwarzenberg hadosztálya március 27-én indult Komáromból, átkelt a Dunán, és Győr felé indult. Másnap Vének falunál, a Kis-Duna mentén rejtőzve táboroztak, a vezér itt közölte a tisztekkel a hadicélt és a haditervet. Kémei útján Schwarzenberg tudta, hogy a törökök élelmiszer-szállítmányt várnak Budáról. Éjszaka teljes csendben megközelítették a várost. Törökül jól tudó magyar katonákat küldtek a város fehérvári kapujához, akik a török kapuőrséget megtévesztve jelezték a „szállítmány” megérkezését. Francia pattantyúsok egy szekéren odatolt nagy petárdával (azaz romboló aknával) berobbantották a városkaput. A vallon és német rohamcsapatok betörtek a városba. Egész éjszaka tartó, véres utcai harcban lemészárolták a török védők nagy részét. Ali pasa, a vár parancsnoka is elesett. Március 29-re virradó reggelre, három és fél évi török megszállás Győr után ismét császári kézre jutott. A győztesek ágyúkat, lőszert, lovakat, fegyvereket, drága ruhákat, prémeket, és értékes élelmiszerkészletet zsákmányoltak. Schwarzenberget a császár Győr várának katonai kormányzójává nevezte ki. Pálffy Miklósnak az ausztriai rendi gyűlés arany serleget adományozott.
A két vezér jelezte a Haditanácsnak, hogy a lassan gyülekező német-római birodalmi csapatok beérkezése után meg kell ostromolni Buda várát. Közben a fővezér személye is bizonytalanná várt, mert Miksa főherceg, akit Erdély kormányzójává neveztek ki, időközben eltávozott Kassára.
Schwarzenberg a megrongált győri erődítményeket gyorsan helyreállíttatta, császáriakból és hajdúkból álló védősereget hagyott benne, majd a győzelmet kiaknázandó, Pálffy Miklóssal együtt tovább nyomult kelet felé. Július végére elfoglalták Győrszentmártont, majd július 30-án Tata vára alá értek, melyet heves tüzérségi rombolás után augusztus 2-án rohammal bevettek, a török védőket felkoncolták. Az elfoglalt vár falait megerősítették, védőrséggel látták el, majd még aznap éjjel továbbvonultak Várgesztesre, az ottani várat rövid ostrommal bevették. A törökök zavarodottságát kihasználva Schwarzenberg és Pálffy gyorsan mozgó hadosztálya alig nyolc nap alatt visszafoglalta Veszprémet, Várpalotát, Nagyvázsonyt, Tihanyt, Cseszneket és a Bakony-vidék több kisebb várát is. Nyitva állt az út Buda felé.

## Hadjárat Buda ellen

### Az elővárosok elfoglalása
Szeptember közepére a birodalmi csapatok összegyűltek a váci táborban. A Haditanács szabad utat adott a Buda elleni hadjáratnak. A főparancsnok ismét Mátyás főherceg lett, helyettesévé Adolf von Schwarzenberget nevezték ki. Vácnál két hajóhidat vertek, a Szentendrei-szigeten át október 3-án fősereg is átkelt a Duna jobb partjára, itt csatlakozott hozzájuk a Győr alól érkező seregrész. Az elővédet (6000 magyar, 1000 kozák és 1000 német katonát) Pálffy Miklós és Nádasdy Ferenc vezette, a 25 000 főnyi derékhad, Schwarzenberg parancsnoksága alatt menetoszlopban követte őket. Erős tüzérséget vittek magukkal, összesen 140 löveget, köztük 50 nehéz ostromágyút. A tüzérség parancsnoka Ruppert Eckenberg ezredes volt. A part mentén vonuló 34–35 000 főnyi szárazföldi hadsereget a Dunán lefelé úszó hajóhad kísérte.
Szentendre magasságában találkoztak az első török felderítő naszádokkal, de elűzték őket. Török lovas járőrök is felbukkantak, őket Pálffy Miklós előhadban vonuló huszárjai verték szét. Az elfogott törököktől megtudták, hogy a török védőrség 2500 katonából és 500 janicsárból áll, négy pasa – Mihalidzslü Ahmed budai pasa mellett a temesvári, a szendrői és a boszniai pasa – irányítása alatt. A császári had október 4-én Óbudánál vert tábort. Még aznap megtették az előkészületeket a budai külváros elleni támadásra. A kozák lovas egységek egészen a városfalakig portyáztak, de a védők erős puskatüze elűzte őket onnan.
Október 5-én reggel a császári tüzérség lőni kezdte a budai „felsővárost”, a mai Várnegyed északi-északnyugati részét, majd gyalogsági támadás indult a Víziváros irányában. Rövid, de heves küzdelemben elfoglalták a Víziváros előterét, a török termálfürdőt (a mai Császár-fürdőt) és a malmot (a mai Lukács fürdőnél). A hadművelet biztosítására Schwarzenberg ágyúkat állított fel a Rózsadomb délkeleti lejtőin, Gül Baba türbéje mellett is. Ezzel egy időben megrohanták és elfoglalták a Vártól nyugatra fekvő mai Krisztinavárost, korabeli nevén „hátsó elővárost”. Az itt elfogott törököktől a császári parancsnokság újabb adatokhoz jutott a vár védőseregének létszámáról (6000 katona, köztük 1000 janicsár).
Másnap, október 6-án hajnalban egy kis különítmény észrevétlenül megközelítette és petárdával berobbantotta a Víziváros kapuját, de a felriasztott törökök nyomban elzárták a rést. A Víziváros védői erős tűzzel zavarták az ostrom előkészítését, erős tüzérségi tűzzel lőtték a sáncépítőket. A császáriak egy tüzérüteget vakmerően előretoltak a Duna-parton, innen lőhették a Budáról Pestre vezető hajóhidat, a találatok azonban kevés kárt okoztak, a törökök rövidesen helyreállították. Az előretolt ütegállást a törökök Budáról is, Pestről is tűz alá vették, de eredménytelenül. Aznap magyar hajdúk csapata a (mai) Krisztinaváros területéről kiindulva támadást intézett az „alsó külváros”, azaz mai Tabán ellen, de a törökök erős puskatüzébe jutottak, és vissza kellett vonulniuk. Csupán néhány török foglyot ejtettek. Éjszaka egy sajkás különítmény átevezett a pesti oldalra, megtámadták a török ágyállásokat, néhány török ágyút sikeresen beszögeztek.
Október 8-án egy nagyobb erejű, több nemzetiségű vegyes különítmény megismételte a Tabán elleni támadást, de ők sem jártak sikerrel, egy órai tűzharc után visszavonultak észak felé.
Október 9-én Mátyás főherceg, a kinevezett fővezér megérkezett az óbudai táborba. Megszemlélte a csapatok állásait, haditanácsot tartott. Másnapra támadást tűztek ki a budai felsőváros (Ober-Vorstadt) és a Víziváros (korabeli nevén „zsidóváros”) ellen. A haditerv szerint tüzérségi előkészítés után erős frontális roham indul három oszlopban. A Dunára támaszkodó balszárny betör a Vízivárosba, a törököket beszorítja a Duna és a Várhegy közé, ott megsemmisíti őket, a középről és jobbról érkező csapatokkal megerősítve. A balszárny másik feladata volt, hogy előretörve foglalja el és rombolja le a Pestre vezető hajóhidat, elvágva a törökök menekülési útját. A támadás előtti éjszaka gyújtóhajót bocsátottak le Dunán a török hajóhíd ellen, de abban csak kevés kárt okoztak.
Október 10-én hajnalban megkezdődött a tüzérségi párbaj. A császári ütegeket maga Schwarzenberg irányította, a tüzet a Várból, jól védett állásokból török ágyúk viszonozták. Délután 3 órakor megindult a gyalogsági támadás: A legerősebb, 6000 főnyi különítmény észak-északkelet felől a budai felsővárost (Ober-Vorstadt) és a Vízivárost rohanta meg. A balszárnyon, a Duna-parton Leo Gall, Heinrich Übertick és Johann Petz császári ezredei és Pálffy Miklós magyar huszárjai támadtak. Fő céljuk a Vízivárost védő erős dunai bástya elfoglalása volt. Középen Schultz és Russwurm ezredei haladtak. A kisebb erejű jobbszárny a budai hegyek (Rózsadomb) lejtőre támaszkodott, innen Johann Friedrich Mersberg ezredes parancsnoksága alatt a francia ezredek indultak meg.
A Vár északi előtere elleni nagy támadás sikerrel járt, Petz ezredes betört a városba, a szűk utcákban gyilkos közelharc fejlődött ki. Két órai küzdelem után a városrész a keresztények kezére jutott, a törökök itt 1500 embert veszítettek. Russworm tábornok is betört a Vízivárosba. A törökök a Várba és a hajóhídon át Pestre menekültek. Gall ezredes csapata elérte és megrongálta a Budát Pesttel összekötő török hajóhidat. A janicsárok kitörtek a Várból, erős ellentámadást intéztek a Russwurm-ezred ellen, majdnem kiszorítva őket a Vízivárosból. A jobbszárnyról érkező Mersberg-ezredek és a Duna-parti Gall-ezred azonban két oldalról bekerítette és megsemmisítette a Várhegy és a Duna közé szorult török csapatot. A Pestre átmenekült törökök lerombolták a hajóhidat maguk után. Estére a császáriak uralták a Vízivárost. A támadók 300 embert, a törökök legalább 1500 harcost vesztettek. A harcban több parancsnok, így Petz és Russwurm ezredes is megsebesült.

### A budai vár ostroma
Október 11-én az ostromlók körülzárták a budai várat, előőrsöket küldtek ki a várható török felmentő sereg figyelésére. Megkezdték a várostrom módszeres előkészületeit. A császáriak megtudták, hogy a Várba bezsúfolódott katonaság, lakosság és bezsúfolódott menekülők tömege súlyos vízhiánnyal küzd. A gellérthegyi erődítményt védő 300 török katona kiürítette és felgyújtotta az épületet, és a még meg nem szállt Tabánon át visszavonult Budára. A hadinapló szerint azonban e napon erős lehűlés kezdődött, az évszakhoz képest hidegebb idők álltak be, megnehezítve az ostromlók életét. Ugyanezen a napon a budai vár parancsnokságát Dív Szulejmán temesvári pasa vette át. (Mihalidzslü Ahmedet merási pasává nevezték ki).
Másnap, október 12-én az elfoglalt Vízivárosban három elsáncolt tüzérségi állást létesítettek, onnan lőtték a várat. A Duna-parti ágyúk az északkeleti (Erdélyi-) bástyán működő török ütegeket próbálták kiütni. A nagy távolság miatt azonban a magasban működő török ágyúkat nem tudják elérni, a topcsik (török tüzérek) nagy károkat és veszteségeket okoznak a Vízivárosban dolgozó ostromlóknak.
Közben vízi hadműveletek is folytak. A királyi hajóhad az óbudai táborral szemben, a Margitsziget északi végénél horgonyzott. E támaszpontról kiindulva a sajkások rendszeres őrjáratokat végeztek a Dunán, az óbudai tábor környékének megfigyelésére és biztosítására. Október 12-én éjjel két magyar naszád egészen Budavár alá merészkedett, és rajtaütött néhány ottani török őrhajón. A vakmerő rajtaütés során a magyar naszádosok megcsáklyáztak több török sajkát, a személyzet egy részét levágták, hat török hajóst foglyul ejtettek. A császári parancsnokság a foglyoktól megtudta, hogy a törökök a Pestet és Budát összekötő hajóhíd helyreállításán dolgoznak, és a budai vár parancsnoka a folyó mindkét partján és a Dunán is egyidejű kombinált szárazföldi–vízi támadó hadműveletet készít elő. Ennek megelőzésére a következő éjjel, október 13-án Pálffy Miklós több száz hajdúja, magyar naszádokra ültetve a Dunán leevezve támadást indított a Budavár falai alatt állomásozó török hajóhad ellen. A Víziváros mellett, a mai Lánchíd táján heves vízi ütközet alakult ki. A magyar hajók puskatüzet zúdítottak török hajókra, bombákat és meggyújtott, kénes szalmakoszorúkat dobtak fedélzetükre. A felriasztott törökök keményen védekeztek, Buda falairól a tüzérség is támogatta őket. A vakmerő támadásban a magyar naszádosok igen sok embert veszítettek, ennek ellenére 25 török hajót sikeresen felgyújtottak. Gyakorlatilag a teljes budai török hadiflottát megsemmisítették, a megmaradt két őrhajót zsákmányul ejtették.

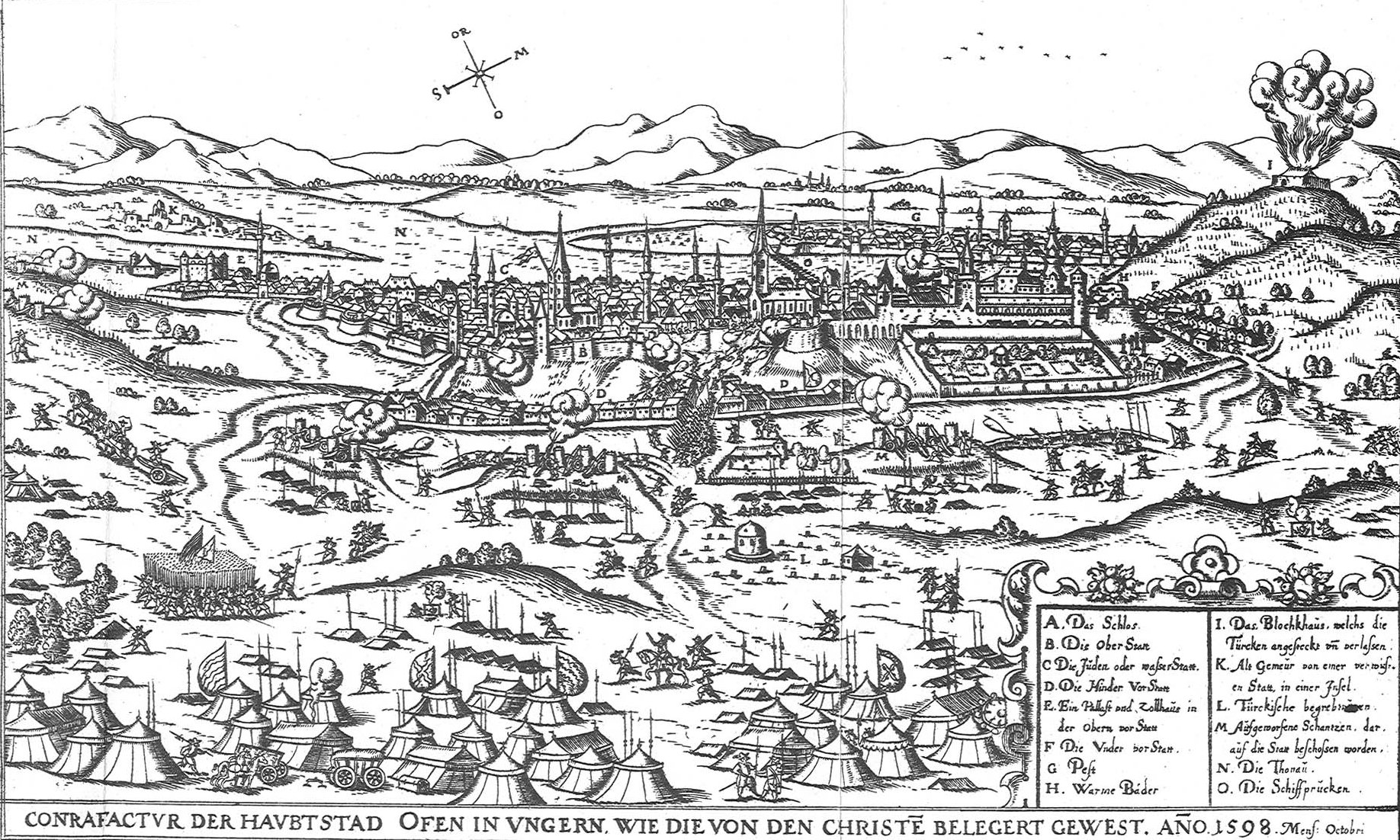
Buda ostroma 1598-ban. Johann Siebmacher, Hieronymus Ortelius: Chronologia…(1620)

Október 13-án egy különítmény – Pálffy Miklós huszárai, Siegfried von Kollonich ezredes lovasai, Schultz és Petz ezredesek vallonjai – megszállta a törökök által három nappal korábban kiürített gellérthegyi erődöt. Az ott elrejtett, elásott, beszögelt török ágyúkat üzemképessé tették, sáncokat húztak fel, a török ágyúkból tűz alá vették a Vár déli bástyáit. A következő napokban 22 újabb ágyút vontattak fel a hegyre, ezeket is bekapcsolták a vár lövetésébe.
Október 14-én Mátyás főherceg megadásra szólította fel a védőket, de elutasították. Október 17-én a császári tüzérség több irányból folytonos ágyútűz alá vette a várat és a várost. A legerősebb tüzet az elfoglalt gellérthegyi erőd felől adták, a nyugati falakban sikerült elég nagy rést törtek. Ezzel egy időben két irányból – a Víziváros és az Alsóváros (Tabán) felől – aknákat kezdtek fúrni a falak alá, több száz bányász munkájával.
Október 19-én a főherceg ismét megadásra hívta fel a védőrséget, de újabb elutasító választ kapott. Ezután 21 nagy faltörő ágyúval lőtték a vár falait, a Bécsi kapu mellett két helyen is sikerült néhány ölni szélességű rést ütni. Német gyalogosok többször is megrohanták a réseket, de nem tudtak bejutni. Mátyás főherceg összpontosított támadást tervezett a réseken át, de olyan esős idő állt be, hogy minden akció lehetetlenné vált, el kellett halasztani. Ettől kezdve az ostromlók terveit kudarcok sora kísérte. Elkészült a vízivárosi falak alá fúrt akna, de az éber törökök észrevették, és ellenakna fúrásával hatástalanították. Október 24-én Schwarzenberg (a Győrben és Tatán nagy sikerrel alkalmazott) petárdás (robbanó aknás) támadást tervezett Pest városa ellen, de az akció terve kiszivárgott, Pest török védői ellenintézkedéseket tettek, a támadás elmaradt. Október 25-ére a császári parancsnokság a falak alá fúrt aknák felrobbantását tervezte, melyeket általános roham követett volna. Az aknarobbantás azonban nem jól sikerült, a rohamot le kellett fújni.

### Visszavonulás
A beköszöntő zord hideget október 19-étől állandó esőzés kísérte, és hiába tolták előre az árkokat egészen a résekig, a sárban minden mozgás és sáncmunka lehetetlenné vált. Október 26-án utolsó rohamot kíséreltek meg a falrések ellen, de a német gyalogság súlyos veszteségek árán sem tudott betörni a Várba. Hír jött a felmentő sereg közeledéséről is. Mátyás főherceg úgy látta, kifutottak az időből. Október 27-én elrendelte az ostrom félbehagyását. Október 29-én megkezdődött a sebesültek elszállítása, a hadi eszközök leszerelése, útra készítése. A nehéz ágyúk leszerelése, fogatolása és útra tétele több napot vett igénybe. A várbeliek sorozatos kitörésekkel zavarták a munkát. A sereg elvonulása november 2-án kezdődött, a készenlétben álló törökök még egy nagy erejű kitörést hajtottak végre az útra kelt hadoszlop utóvédje ellen. Több óráig tartó harc következett, a törököket visszaűzték a Várba. Ezt követően a fővezér már további háborítás nélkül visszavezethette a sereget az esztergomi bázisra.

## Hadműveletek Erdélyben
Az 1598-as év császári sikerei nagyrészt annak voltak köszönhetők, hogy abban az évben az oszmán főerő Erdély ellen vonult. Báthory Zsigmond fejedelem 1596-97-ben többször is visszavonult a hatalomból. Felesége, Mária Krisztierna osztrák főhercegnő Rudolf császár nevében vette át a kormányzást. A Habsburg-ház erdélyi térnyerését a szultán nem nézhette tétlenül, kitört a háború. Július 7-én, még az oszmán főerő felvonulása előtt Bárczy András, a lugosi és karánsebesi várak parancsnoka, erdélyi segédcsapatokkal Lugosnál csapdába csalta és szétverte Szulejmán temesvári pasa csapatát. Az ingatag Báthory Zsigmond augusztus 20-án ismét visszatért Erdélybe, és katonai puccsal újból elfoglalta fejedelmi trónját. Az oszmán főerő támadását azonban már nem tudta elhárítani. Szaturdzsi Mehmed pasa, másod-nagyvezír 50 000 főnyi török-tatár főserege szeptember elején elfoglalta Csanádvárát, Nagylakot és Aradot, végigpusztította Zaránd és Bihar vármegyéket, majd Nagyváradot vette ostrom alá. Mehmed pasa a szorult helyzetbe jutott budai vár felmentésére is elindított egy kontingenst, de ezzel csökkentette ostromló seregének erejét. Nagyváradot egy hónapon át tartó kemény harc árán sem tudta elfoglalni. november 3-án a török fősereg Belgrád felé elvonult, alig egy nappal azután, hogy Mátyás főherceg és Adolf von Schwarzenberg nemzetközi keresztény hadserege elvonult Buda vára alól. Szaturdzsi Mehmed pasát a nagyváradi kudarcért a szultán selyemzsinórral kivégeztette.